# Montijo (Veraguas)
Montijo es un corregimiento y ciudad cabecera del distrito de Montijo en la provincia de Veraguas, República de Panamá. La localidad tiene 2.288 habitantes (2010).